# Adil El Arbi
Adil El Arbi (Edegem, 30 juni 1988) is een Belgisch-Marokkaans filmregisseur en scenarioschrijver.

## Biografie
El Arbi studeerde film aan het Sint-Lukas in Brussel samen met Bilall Fallah, met wie hij later onder andere de langspeelfilm Image maakte. Tijdens de gemeenteraadsverkiezingen van 2006, nog tijdens zijn studentenjaren, stond hij op de 23ste plaats op de kieslijst van CD&V in Berchem. Sinds 2022 is hij getrouwd met de Belgische journaliste Loubna Khalkhali.

## Filmografie
Scenario en regie (samen met Bilall Fallah)

### Speelfilms
- 2025 - Patsers
- 2024 - Bad Boys: Ride or Die
- 2022 - Rebel
- 2020 – Bad Boys for Life
- 2018 – Patser
- 2015 – Black
- 2014 – Image

### Kortfilms
- 2011 – Broeders
- 2010 – Astaghfiro

### Televisie
- 2022 - Ms. Marvel (2 afleveringen, tevens ook producent)
- 2021 – Grond
- 2017 – Snowfall (2 afleveringen)
- 2012 – Bergica (ook als acteur)

## Prijzen en nominaties
- 2010 – Filmfestival Gent 2010: Astaghfiro - Nominatie Beste Belgische Studentenfilm in de categorie Belgian Cinema Today (tweede prijs)[2]
- 2017 – Louis Paul Boonprijs (samen met Bilall Fallah)
- 2023 - Burgerschapsprijs van de Stichting P&V[bron?]

## Trivia
- In 2014 nam El Arbi deel aan het spelprogramma De Slimste Mens ter Wereld (op VIER).[3] Op 18 december 2014 won hij het finalespel van deze quiz tegen Bart De Pauw.[4]
- Op 17 februari 2015 was hij samen met Martin Heylen te zien in het programma Heylen en de Herkomst op VIER, waarin men op zoek gaat naar de voorouders van degene die centraal staat in die aflevering. Daarbij trokken ze naar Marokko.
- Hij was ook de eerste centrale gast in De schuur van Scheire (op Eén), een programma over wetenschappen, gepresenteerd door Lieven Scheire.